# きみ子は残像を愛す
『きみ子は残像を愛す』（きみこはざんぞうをあいす）は、かしこによる日本の漫画。『コミック電撃だいおうじ』（KADOKAWA）にて、Vol.85よりVol.101まで連載。

## あらすじ
きみ子が想いを寄せる相手・瀬加は、せっかちな性格であるために高速で動く生活をしている。おっとりな性格のきみ子は瀬加の動きについていけないため、ラブレターを渡すために声をかけても相手が残像だったりと、前途多難な日々を過ごす。しかし瀬加がきみ子の前で普段より高速で動く理由は、瀬加もきみ子を意識しており、緊張によるものであった。そんな2人の恋模様を描いたストーリー。

## 登場人物
大取 きみ子（）
おっとりな性格で、動きがスローだと自覚している女子。瀬加のスピードについて、彼の魅力のひとつだと思っている。
瀬加 千鶴（）
朝食を4時に食べ、5時に登校し、分刻みで行動するほどせっかちな性格の男子。あだ名は「セカチ」。思い立ったらすぐに行動する性格だが、想いを寄せるきみ子に告白することができないのは、中学2年の時に好きな相手に告白の返事を急かしたために嫌われたことによる。美化委員を務めている。マッハという名前の犬を飼っている。
シオ
きみ子の小学校からの幼馴染。

## 制作背景
作者のかしこは自分の描いた漫画で笑顔や元気になったり、読後に楽しかったと余韻に浸ってもらえるよう、模索しながら本作を描いているという。

## 書誌情報
- かしこ『きみ子は残像を愛す』KADOKAWA〈単行本〉、全2巻
  1. 2021年6月25日初版発行（同日発売[2][4]）、ISBN 978-4-04-913849-8
  2. 2022年4月27日初版発行（同日発売[13]）、ISBN 978-4-04-914383-6